# Seznam gvatemalskih pisateljev
Seznam gvatemalskih pisateljev.

## A
- Angelina Acuña
- Luis Cardoza y Aragón
- Elisa Hall de Asturias
- Miguel Ángel Asturias

## C
- Margarita Carrera
- Enrique Gómez Carrillo
- Juana de la Concepción

## E
- Julio Serrano Echeverría

## G
- Franz Galich
- Otto-Raúl González
- María Josefa García Granados

## H
- Eduardo Halfon
- Máximo Soto Hall
- Flavio Herrera

## I
- Antonio José de Irisarri

## L
- Consuelo Castillo de Sánchez Latour
- Luis de Lión

## M
- Virgilio Rodríguez Macal
- Oscar Clemente Marroquín
- Francisco Méndez
- Jonathan Menkos

## O
- Carlos Wyld Ospina

## P
- Javier Payeras
- Mario Payeras

## R
- Rodrigo Rey Rosa
- Isabel de los Ángeles Ruano

## T
- Aida Toledo
- Mario Monteforte Toledo

## V
- Luz Méndez de la Vega
- José Milla y Vidaurre
- Manuel Villacorta

## U
- David Unger

## Z
- Carol Zardetto